# Johann Lucas Kracker
Johann Lucas Kracker, magyarosan Kracker János Lukács (Bécs, 1719. március 3. – Eger, 1779. december 1.) Ausztriában, Cseh-Morvaországban és Magyarországon működő, cseh családból származó, a késő barokk festőművészet képviselője.

## Életpályája
Bécsben élő, cseh származású szobrászcsaládban született. 1733–1744 (1738–1749) között a bécsi Képzőművészeti Akadémián tanult, és Anton Herzog freskófestő segédje volt.
Legkorábbi festményei Grazban (1742-ből) és Szlovéniában (1744–45-ből) találhatók.
Az 1740-es évek végén Morvaországba települt, ahol Joseph Thadeus Rotter brünni festőnek segédkezett, de 1749-ben már önállóan dolgozott Znojmóban. A város premontrei kolostorának (németül Klosterbruck kolostor, csehül Loucký kolostor) segítségével a helyiek mellett magyarországi megrendelésekhez is hozzájutott. Az ötvenes években készítette el a jászói premontrei prépostság és a varannói pálos templom és kolostor freskóit, valamint a sasvári pálos templom Remete Szent Pál- és Nepomuki Szent János-mellékoltárképét.
1760-ban Prágába hívták, és 1760–61-ben ott alkotta a fő művének tartott Szent Miklós csodái és megdicsőülése című mennyezetfreskót a jezsuiták Szent Miklós-templomában.
1762-ben Sauberer prépost hívására ismét Jászón dolgozott: a templom mennyezetét és oltárképeit, valamint a kolostor oromzatának freskóit festette meg.
1764. szeptember 15-én levélben ajánlotta fel szolgálatait gróf Eszterházy Károly egri püspöknek, aki az ajánlatot elfogadta. Kracker egri freskói közül több elpusztult. 1778-ban készítette el az egri líceum könyvtártermében a tridenti zsinatot ábrázoló freskót, amelyen 150 életnagyságú alak szerepel, közülük 132-en a zsinat résztvevői. 
Eszterházy vele akarta megfestetni a Líceum dísztermének freskóit is, de erre a művész betegsége, majd halála miatt már nem kerülhetett sor.
Különböző szenteket ábrázoló vászonfestményei Jászó, Eger, Mezőtárkány, Tiszapüspöki, Feldebrő, Egerszalók, Besztercebánya és Kápolna római katolikus templomaiban vannak.

## Emlékezete
- Síremléke Egerben, a Hatvani temető IV/13/30 parcellájában áll (nem messze a kápolnától, attól északra. Bezegh György apátkanonok állíttatta a festő tiszteletére. Hasáb alakú talapzatába márványtáblát építettek. Fölötte keretelt medalionban virágfüzérrel átkötött paletta ecsetekkel utal a festőművészre. A szobor térdre ereszkedő nőalakja jobbjával stilizált sziklára állított keresztet ölel át, bal kezével pedig egy horgonyra támaszkodik.[5]